# Astyanax festae
Astyanax festae är en fiskart som först beskrevs av Boulenger, 1898.  Astyanax festae ingår i släktet Astyanax och familjen Characidae. Inga underarter finns listade.